# Cunissa duplicata
Cunissa duplicata är en nässeldjursart som beskrevs av Maas 1893. Cunissa duplicata ingår i släktet Cunissa och familjen Cuninidae. Inga underarter finns listade i Catalogue of Life.